# Fabian Cancellara
Fabian Cancellara, född 18 mars 1981 i Wohlen, är en tidigare schweizisk professionell tävlingscyklist. Cancellara tävlade för det amerikanska UCI ProTour-stallet Trek-Segafredo fram till det att han avslutade sin karriär 2016. 
Cancellara är en tempoloppsspecialist och har vunnit fyra världsmästartitlar i disciplinen. Han cyklade också hem guldmedaljerna på tempoloppen under Olympiska sommarspelen 2008 och 2016. Han är också stark på endagslopp och har vunnit Paris-Roubaix, Flandern runt, Milano-Sanremo, Tirreno-Adriatico, Monte Paschi Eroica och fem prologer på Tour de France.

## Tidiga åren
Fabian Cancellara upptäckte cyklingen när han var 13 år då han hittade en gammal cykel i garaget. Han slutade att spela fotboll och började i stället att cykla.
Redan i sin ungdom visade han talang i tempolopp och vann bland annat juniorvärldsmästerskapen i tempolopp 1998 och 1999. Som 19-åring tog han silver i U23-världsmästerskapen i tempolopp och blev därefter professionell.

## Karriär
Cancellara blev professionell 2001 med det stjärnspäckade Mapei-stallet, som då var ett av de bästa stallen i världen, och tävlade med dem fram till och med säsongen 2002 då stallet lade ner sin verksamthet. Schweizaren blev efter det kontrakterad av det italienska stallet Fassa Bortolo och vann med dem prologer i Schweiz runt och Romandiet runt. 
Cancellara blev juniorvärldsmästare i tempo både 1998 och 1999. Han vann prologen i Tour de France 2004 och fick behålla den gula tröjan under ett par dagar. Samma år tog han brons i världsmästerskapens tempolopp efter Michael Rogers och José Iván Gutiérrez. Han tog etappsegrar i ett antal andra lopp, bland annat Schweiz runt. 
En av Cancellara största segrar kom under 2006 då han vann Paris-Roubaix med över en och en halv minut. Endast en annan schweizare, Heiri Suter 1923, hade tidigare vunnit en av cykelsportens klassiker.

Cancellara blev även världsmästare i tempo 2006 och 2007. Han kom trea på tempoloppet i världsmästerskapen 2005. I slutet av juni 2007 vann han de schweiziska mästerskapen i tempolopp. 

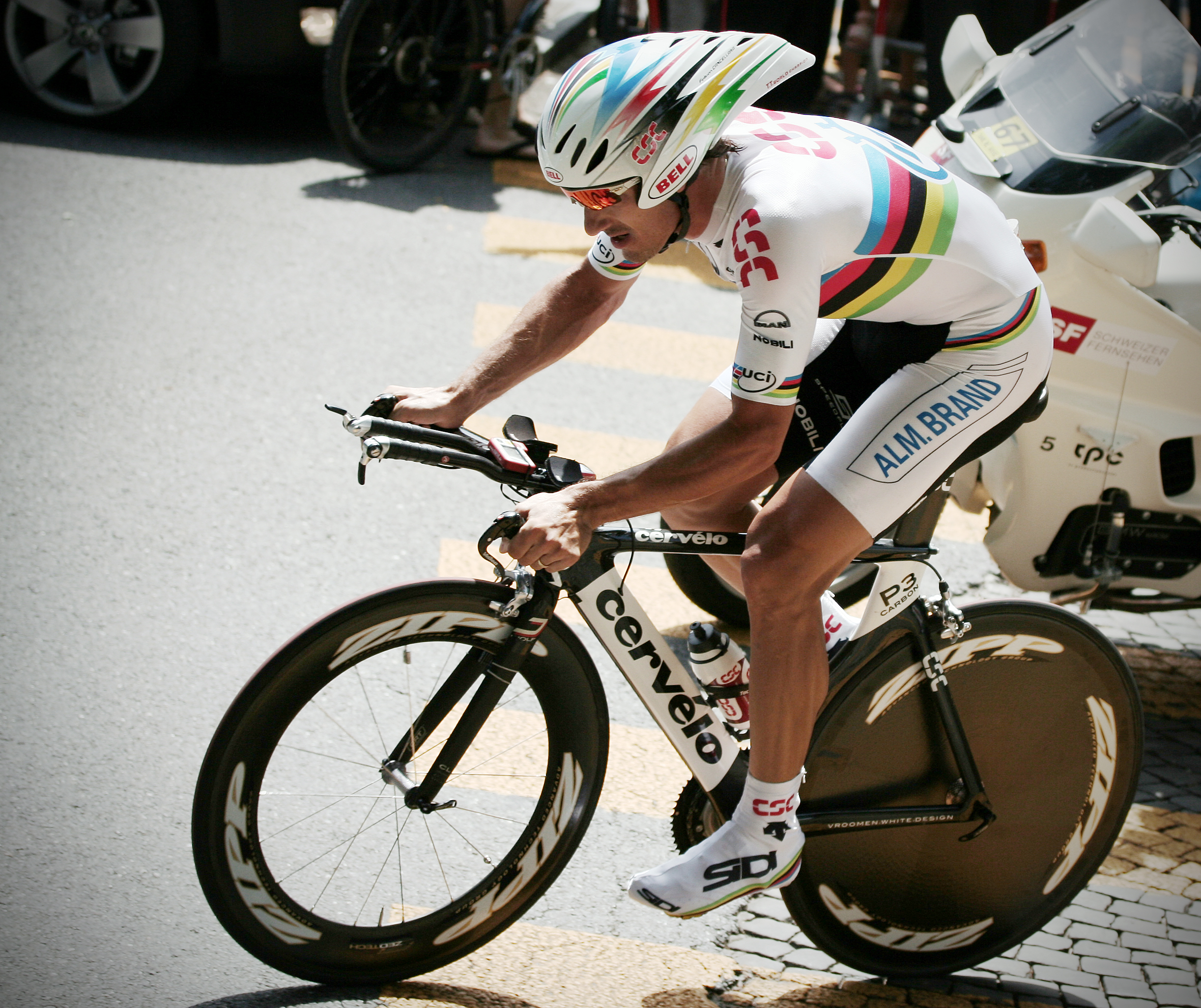
Cancellara under 2007 års Tour de Suisse.

Cancellara vann prologen av Tour de France i London 2007 och bar därefter den gula ledartröjan under sju dagar. Etapp 3 mellan Waregem och Compiègne slutade även den med seger för schweizaren efter en kraftfull attack från klungan med bara kilometern kvar av etappen. Senare på säsongen försvarade han sin världsmästartitel i tempolopp i Stuttgart.

### 2008
Cancellara vann Tour of Californias prolog under 2008 med fyra sekunder före den olympiska guldmedaljören på bana, Bradley Wiggins. I mars vann han Monte Paschi Eroica före Lampre-stallets Alessandro Ballan. Cancellara vann tempoloppet på Tirreno-Adriatico före amerikanen David Zabriskie och svensken Thomas Lövkvist. I slutändan vann schweizaren också etapploppet före Enrico Gasparotto och Thomas Lövkvist.
Den 22 mars 2008 vann Cancellara Milano-San Remo genom en sen soloutbrytning. I april slutade han tvåa på Paris-Roubaix efter belgaren Tom Boonen. I början av juni tog han sin nästa seger när han vann prologen av Luxemburg runt. Senare samma månad vann han etapp 7 och 9 under Schweiz runt, båda etapperna genom soloattacker under de sista kilometrarna. I slutet av juni vann schweizaren nationsmästerskapen i tempolopp före bland annat Rubens Bertogliati och Andreas Dietziker.
Fabian Cancellara misslyckades med att vinna någon etapp under Tour de France 2008 men han slutade tvåa på den sista tempoetappen, som vanns av Stefan Schumacher, som senare visade sig ha varit dopad under tävlingen. Cancellara hjälpte även sin lagkamrat Carlos Sastre att vinna Tour de France.
Under de Olympiska sommarspelen 2008 i Peking blev Cancellara trea i herrarnas linjelopp efter en spurtstrid med sex man inblandade, men blev senare tilldelad silvermedaljen efter att italienaren Davide Rebellin åkt fast för doping. Samuel Sanchez från Spanien vann. Tre dagar senare vann Cancellara herrarnas tempolopp med 33 sekunders marginal till svenske Gustav Larsson. 
Cancellara valde att inte ställa upp i världsmästerskapen i italienska Varese 2008 med anledning av att han inte "kunnat hitta tillräckligt med energi för att fortsätta vara motiverad".

### 2009
Säsongen 2009 startade på ett bra sätt när Cancellara vann prologen av Tour of California, för andra året i rad, före de tvåa amerikanska cyklisterna Levi Leipheimer och David Zabriskie. Efter sjukdom och skador kom schweizaren tillbaka till Vårklassiker-säsongen men han hade mycket otur och det dröjde fram till juni 2009 innan han tog en ny seger, då han vann prologen på Schweiz runt framför Roman Kreuziger och Andreas Klöden. Cancellara slutade på andra plats på etapp 5 bakom landsmannen Michael Albasini. Han slutade även på tredje plats på etapp 8 av tävlingen bakom Tony Martin och Damiano Cunego. Dagen därpå vann Cancellara den 9:e etappen, som var ett tempolopp, vilket ledde till att han tog hem segern i tävlingen framför Tony Martin och Roman Kreuziger. Han vann också poängtävlingen. 
Cancellara vann prologen av Tour de France 2009 framför Alberto Contador och Bradley Wiggins. Bara dagar tidigare hade han tagit hem segern i de schweiziska nationsmästerskapens linjelopp. Cancellara slutade tvåa på etapp 18, ett tempolopp, på Tour de France bakom spanjoren Contador. Senare på säsongen vann han prologen av Vuelta a España. Han vann också tävlingens sjunde etapp, ett tempolopp, framför David Millar och den dåvarande världsmästaren Bert Grabsch.
Cancellara vann världsmästerskapens tempolopp 2009 med en minut framför Gustav Larsson. Tony Martin slutade på tredje plats. Trots försök att bli den förste i historien att vinna världsmästerskapens tempolopp och linjelopp samma år slutade Cancellara på femte plats i linjeloppet bakom Cadel Evans, Aleksandr Kolobnev, Joaquim Rodriguez, och Samuel Sanchez.

### 2010

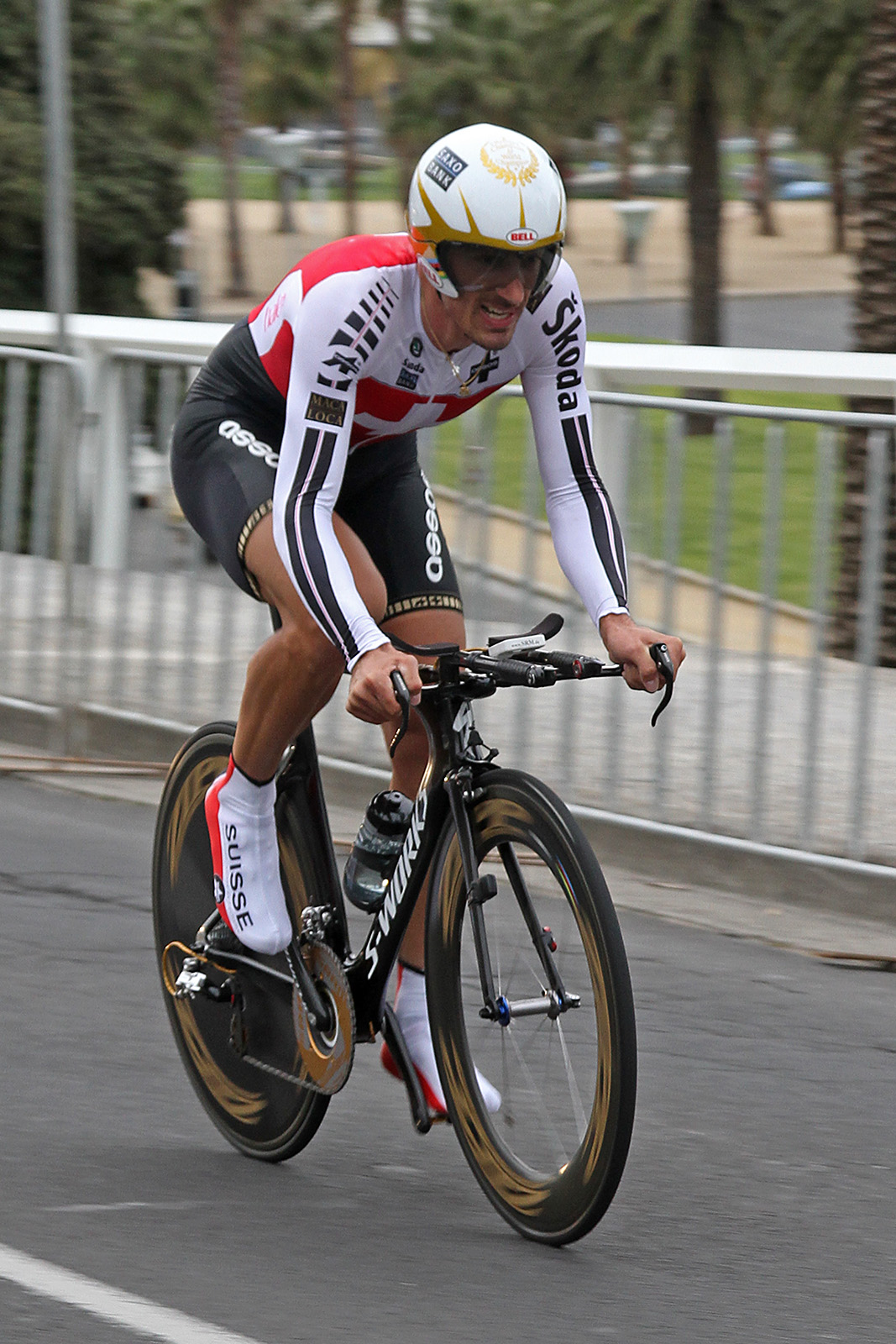
Cancellara under 2010 års världsmästerskap i tempo.

Cancellara tog 2010 års första seger när han vann Tour of Oman framför Edvald Boasson Hagen och Cameron Meyer. Under etapploppet slutade han på andra plats på etapp 6. Senare under säsongen vann han E3 Prijs Vlaanderen framför Tom Boonen och Juan Antonio Flecha. Han vann även Ronde van Vlaanderen före Tom Boonen efter ett imponerande ryck vid Kapelmuur, en brant gatstensbacke.
Cancellara vann prologen av Tour de France 2010 lika övertygande som året innan och behöll den gula ledartröjan fram till Alperna med undantag för en etapp då Sylvain Chavanel körde i gult. Under 2010 års Tour de France vann han även den långa tempoetappen, etapp 19, under den sista veckan.
2010 vann Cancellara för fjärde gången världsmästerskapens tempolopp, denna gång i Melbourne före britten David Millar och tysken Tony Martin.

### 2011
Inför 2011 års säsong bytte Fabian lag till det nystartade stallet Leopard-Trek. Cancellaras första framgång för säsongen blev en etappseger i etapploppet Tirreno–Adriatico, innan han vann klassikern E3 Prijs Vlaanderen. Han slutade på podiet i årets tre första monument. Han blev tvåa i Milano-San Remo, trea i Flandern Runt och tvåa i Paris Roubaix.
Cancellara vann båda tempoetapperna i hemmaloppet Schweiz Runt och blev även Schweizisk mästare på landsväg för andra gången i karriären. Han var även med och vann den första etappen, ett lagtempolopp, av årets Vuelta a España. Han blev trea i världsmästerskapens tempolopp när Tony Martin försvarade sin titel.

### 2012
2012 slogs ProTour-stallen Leopard-Trek och Radioshack ihop och bildade laget RadioShack-Nissan-Trek, som Fabian anslöt. I mars upprepade Cancellara sin prestation i Milano-San Remo när han blev tvåa, denna gången bakom australiensaren Simon Gerrans. Han var en av förhandsfavoriterna att ta hem Flandern Runt, men vurpade under loppet, skadade nyckelbenet och var tvungen att bryta. Fabian missade därmed också Paris-Roubaix.
Cancellara vann återigen prologen av Tour de France, och bar den gula ledartröjan ända till den första bergsetappen då han tappade den till Bradley Wiggins.
Under de Olympiska sommarspelen 2012 kraschade Fabian under linjeloppet, och slutade bara sjua i tempoloppet. Han beslöt sedan att för första gången på fyra år inte ställa upp i världsmästerskapens tempolopp.

### 2013
2013 blev ett mycket lyckat år för Cancellara, och han började med att bli trea i Milano-Sanremo bakom Gerald Ciolek och Peter Sagan. Sedan kom säsongens första seger när han vann E3 Prijs Vlaanderen i överlägsen stil. Veckan därpå lyckades han för andra gången i karriären vinna Flandern runt, denna gången före slovaken Sagan.

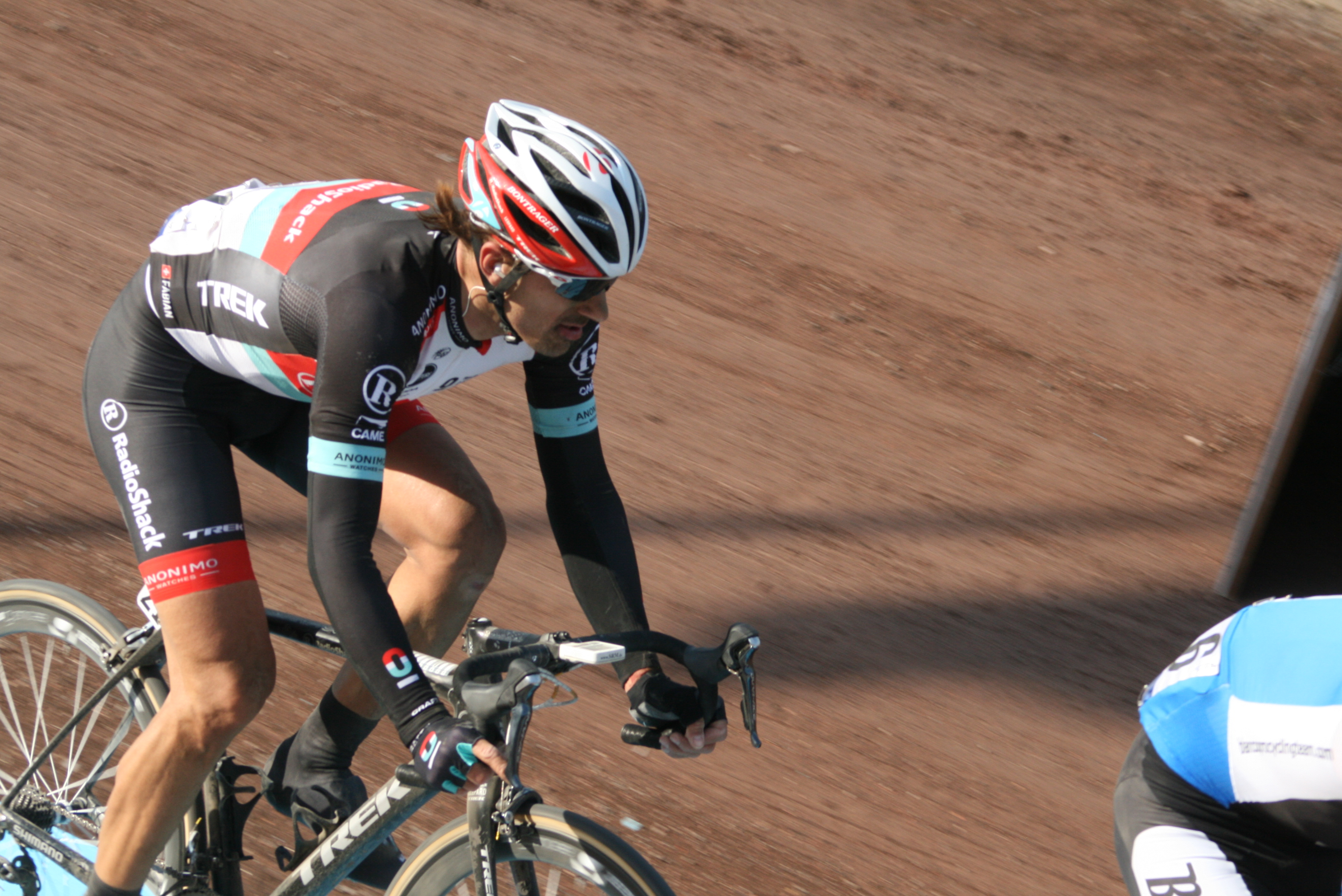
Cancellara i de sista hundra metrarna av Paris-Roubaix 2013.

Cancellara var storfavorit inför Paris-Roubaix och var i slutet av tävlingen i en utbrytning tillsammans med nederländaren Sep Vanmarcke. Fabian lyckades vinna spurten inne på velodromen, och tog därmed sin tredje seger i tävlingen.
Cancellara deltog inte i 2013 års Tour de France, utan tävlade istället i Vuelta a España, där han tog hem etapp elvas individuella tempolopp. Fabian hade stora förhoppningar inför världsmästerskapen, och lyckades ta en bronsmedalj i tempoloppet bakom Tony Martin och Bradley Wiggins. I linjeloppet, däremot, slutade han bara tia när portugisen Rui Costa vann.

### 2014
I mars slutade Cancellara återigen på podiet i Milano-San Remo, när han slutade tvåa bakom norrmannen Alexander Kristoff. Efter ett mindre lyckat E3 Prijs Vlaanderen, var Fabian ändå en av favoriterna i Flandern Runt. Han kom loss i en utbrytning tillsammans med belgarna Greg van Avermaet, Sep Vanmarcke och Stijn Vandenbergh. Kvartetten spurtade om segern, där Cancellara var starkast och tog därmed sin tredje seger i Flandern runt.
Cancellara var skyhög favorit inför Paris-Roubaix, men lyckades inte ta hem segern. Istället vann holländaren Niki Terpstra före tysken John Degenkolb. Cancellara knep dock tredjeplatsen, vilket betydde att han tog sin tolfte pallplats i rad i de monument han fullföljt.
Cancellara blev uttagen i Treks trupp till Tour de France. Han slutade femma på etapp 5 och tvåa på etapp 9 innan han bröt loppet inför den elfte etappen. Han ställde även upp i Vuelta a España där han slutade trea på två etapper, innan han bröt loppet inför etapp 18 för att förbereda sig inför världsmästerskapen i Ponferrada. Där blev han sjua i lagtempoloppet tillsammans med sitt Trek Factory Racing, innan han slutade elva i linjeloppet, som vanns av polacken Michał Kwiatkowski.

### 2015
Cancellara fick en skaplig start på säsongen, och segrade i Tirreno-Adriaticos sjunde etapp. Han var en av förhandsfavoriterna till segern i vårklassikern E3 Harelbeke, men vurpade tidigt i loppet och tvingades bryta. Cancellara meddelade senare att vårsäsongen var över.
Cancellara slutade trea på den inledande tempoetappen i Tour de France. Under den andra etappen tog han över ledartröjan, men kraschade under etapp 3, och tvingades bryta tävlingen.

### 2016: Sista säsongen
Cancellara tog en guldmedalj i herrarnas tempolopp i landsvägscykling vid olympiska sommarspelen 2016. Cancellara avslutade sin proffskarriär den 22 oktober 2016 när han ställde upp i Japan Cup Criterium.

## Privatliv
Fabian Cancellara är bror till Tamara Cancellara som slutade trea i de schweiziska juniormästerskapens linjelopp för kvinnor 1995. Fabian Cancellara är gift och har två döttrar, Giuliana och Elina. Han talar engelska, italienska, franska och tyska flytande.

## Stall
- Mapei 2001–2002
- Fassa Bortolo 2003–2005
- Team CSC 2006–2008
- Team Saxo Bank 2009–2010
- Leopard-Trek 2011
- RadioShack-Nissan-Trek 2012
- Radioshack-Leopard-Trek 2013
- Trek Factory Racing 2014–

## Resultat i cykelsportens Monument
| Monument             | 2003 | 2004 | 2005 | 2006 | 2007 | 2008 | 2009 | 2010 | 2011 | 2012 | 2013 | 2014 | 2015 | 2016 |
| -------------------- | ---- | ---- | ---- | ---- | ---- | ---- | ---- | ---- | ---- | ---- | ---- | ---- | ---- | ---- |
| Milano–San Remo      | —    | —    | —    | 25   | 110  | 1    | —    | 17   | 2    | 2    | 3    | 2    | 7    | 31   |
| Flandern runt        | 73   | 42   | 62   | 6    | 53   | 23   | DNF  | 1    | 3    | DNF  | 1    | 1    | —    | 2    |
| Paris–Roubaix        | —    | 4    | 8    | 1    | 19   | 2    | 49   | 1    | 2    | —    | 1    | 3    | —    |      |
| Liège–Bastogne–Liège | —    | —    | —    | —    | —    | —    | —    | —    | —    | —    | —    | —    | —    |      |
| Lombardiet runt      | —    | —    | —    | —    | —    | —    | —    | —    | —    | —    | —    | —    | —    |      |

DNF = Bröt loppet
— = Ställde inte upp